# Hubert Dupont
Hubert Dupont (Lió, 13 de novembre del 1980) és un ciclista francès, professional des del 2005. Actualment corre a l'equip AG2R La Mondiale.
La seva especialitat és la muntanya. Una mostra de les seves habilitats d'escalador és la seva victòria en la classificació de la muntanya a l'edició del 2006 de la Volta al País Basc.

## Palmarès
- 2003
  - 1r a Les Monts du Lubéron - Trofeu Luc Leblanc
  - Vencedor d'una etapa del Giro de la Vall d'Aosta
- 2004
  - Vencedor d'una etapa del Baby Giro
- 2006
  - 1r de la Classificació de la muntanya a la Volta al País Basc

### Resultats al Giro d'Itàlia
- 2006. 32è de la classificació general
- 2007. 25è de la classificació general
- 2010. 20è de la classificació general
- 2011. 12è de la classificació general
- 2012. 16è de la classificació general
- 2013. 32è de la classificació general
- 2014. 16è de la classificació general
- 2015. 42è de la classificació general
- 2016. 11è de la classificació general
- 2017. 19è de la classificació general
- 2018. 20è de la classificació general
- 2019. 47è de la classificació general

### Resultats a la Volta a Espanya
- 2006. 40è de la classificació general
- 2007. 17è de la classificació general
- 2008. 32è de la classificació general
- 2010. 55è de la classificació general
- 2010. 54è de la classificació general
- 2018. 26è de la classificació general

### Resultats al Tour de França
- 2008. 55è de la classificació general
- 2009. 33è de la classificació general
- 2011. 22è de la classificació general
- 2012. No surt (7a etapa)
- 2013. 34è de la classificació general